# Radioactivité de clusters
Pour les articles homonymes, voir Cluster.
La radioactivité de clusters (aussi nommée radioactivité des particules lourdes ou radioactivité d'ions lourds) est un type (rare) de décroissance radioactive, dans lequel un noyau atomique parent avec A nucléons et Z protons émet un « cluster » (agrégat nucléaire) de Ne neutrons et Ze protons plus lourd qu’une particule alpha, mais plus léger qu’un fragment typique de fission binaire. Du fait de la perte de protons du noyau parent, le noyau fils a un nombre de masse Af = A - Ae et un numéro atomique Zf = Z - Ze où Ae = Ne + Ze.
La particule émise est un isotope d’un élément avec Ae > 4, tel que le carbone, l’oxygène, le néon, le magnésium, le silicium…
Le rapport de branchement à l’égard de la désintégration alpha
{\displaystyle B=T_{a}/T_{c}}
est plutôt faible (voir le tableau ci-dessous). Ta et Tc sont la demi-vie du noyau parent par rapport à la désintégration alpha et à la radioactivité de clusters, respectivement.
La radioactivité de clusters, comme la désintégration alpha, est un processus d’effet tunnel ; afin d’être émis, le cluster doit pénétrer une barrière de potentiel.
Théoriquement, n’importe quel noyau avec Z > 40 pour lequel l’énergie libérée, Q, est une quantité positive, peut être un émetteur de clusters. Dans la pratique, les observations sont sévèrement restreintes aux limitations imposées par les techniques expérimentales courantes qui nécessitent un temps de vie suffisamment court, Tc<1032 s, et un assez grand rapport de branchement B > 10−17.
En absence d’une perte d’énergie de déformation des fragments et énergie d’excitation, comme dans la fission froide ou désintégration alpha, l’énergie cinétique totale est égale à la valeur de Q divisée entre les particules en inverse proportion avec leurs masses, comme l’exige la conservation de la quantité de mouvement
{\displaystyle E_{k}=QA_{d}/A}
où Af est le nombre de masse du noyau fils Af = A - Ae.
La radioactivité de clusters est un processus intermédiaire entre la désintégration alpha (avec le noyau émis 4He), et la fission spontanée, dans laquelle un noyau lourd se divise en deux fragments et quelques neutrons. La fission spontanée conduit à une distribution probabiliste des fragments, ce qui la distingue de l’émission de clusters légers. Pour l’émission de clusters lourds, il n’existe pas de différence qualitative entre la radioactivité de clusters et la fission spontanée froide.

## Historique
La première information sur le noyau atomique a été obtenue au début du XXe siècle en étudiant la radioactivité. Pendant une longue période de temps seulement trois types des modes de désintégration nucléaire (alpha, beta et gamma) étaient connus.  Ils illustrent trois des interactions fondamentales de la nature : forte, faible et électromagnétique. La fission spontanée est devenue populaire peu après sa découverte en 1940 par Konstantin Petrzhak (en) et Gueorgui Fliorov en raison des applications militaire et pacifique de la fission induite par neutrons découverte en 1939 par Otto Hahn, Lise Meitner et Fritz Strassmann, dont une grande quantité d’énergie est libérée au cours du processus.
Il existe de nombreux autres types de radioactivité, par exemple la radioactivité de clusters, désintégration par proton et deux protons, différents modes de désintégration bêta-retardée (p, 2p, 3p, n, 2n, 3n, 4n, d, t, alpha, f), fission isomère, fission accompagnée par émission de particules (fission ternaire), etc. La hauteur de la barrière de potentiel pour l’émission de particules chargées, principalement de nature électrostatique, est beaucoup plus élevée que l’énergie cinétique des particules émises. La désintégration spontanée ne peut s’expliquer que par l’effet de tunnel d’une manière similaire à la première application de la mécanique quantique aux noyaux faite par G. Gamow pour la désintégration alpha.
"En 1980, A. Sandulescu, D.N. Poenaru, et W. Greiner ont décrit des calculs indiquant la possibilité d’un nouveau type de désintégration des noyaux lourds intermédiaire entre la désintégration alpha et la fission spontanée. La première observation de la radioactivité d’ions lourds était celle d’émission du carbone 14 de 30 MeV par le 223Ra par H.J. Rose et G.A. Jones en 1984".
Habituellement, la théorie explique un phénomène déjà observé expérimentalement. La radioactivité de clusters est l’un des rares exemples des phénomènes prédits avant découverte expérimentale. Les prédictions théoriques ont été faites en 1980, quatre ans avant la découverte expérimentale.
Quatre approches théoriques ont été utilisées : 
- la théorie de la fragmentation en résolvant une équation de Schrödinger avec asymétrie de masse comme variable pour obtenir la distribution des masses des fragments ;
- calculs de pénétrabilité similaires à ceux utilisés dans la théorie traditionnelle de la désintégration alpha ;
- les modèles de fission superasymétrique, numérique (NUSAF) et analytique (ASAF).

Les modèles de fission superasymétriques sont fondés sur la méthode macroscopique-microscopique
en utilisant les niveaux d’énergie du modèle en couches à deux centres,
comme données d’entrée pour calculer les corrections de couches et
d’appariement. Soit le modèle de la goutte liquide
soit le modèle Yukawa-plus-exponential
étendu pour différents rapports de charge sur masse
ont été utilisés pour le calcul de l’énergie de déformation macroscopique. La théorie de la pénétrabilité a prédit huit modes de désintégration : 14C, 24Ne, 28Mg, 32,34Si, 46Ar et 48,50Ca des noyaux parents suivants : 222,224Ra, 230,232Th, 236,238U, 244,246Pu, 248,250Cm, 250,252Cf, 252,254Fm et 252,254No.
Le premier rapport expérimental a été publié en 1984, lorsque les physiciens de l’Université d’Oxford ont découvert que le 223Ra émet un noyau de 14C pour un milliard de particules α.

## Théorie
L’effet tunnel quantique peut être calculé soit par extension de la théorie de la fission à une asymétrie de masse plus grande soit par la théorie de la désintégration alpha appliquée aux ions plus lourds.
Les deux approches sont capables d’exprimer la constante de désintégration {\displaystyle \lambda ={\frac {ln2}{T_{c}}}}, comme un produit de trois quantités qui dépendent du modèle
{\displaystyle \lambda =\nu SP_{s}}
où ν est la fréquence des assauts sur la barrière par seconde, S est la probabilité de préformation du cluster à la surface du noyau et Ps est la pénétration de la barrière externe. En théorie alpha, S est une intégrale de recouvrement des fonctions d’onde des partenaires. Dans la théorie de la fission, la probabilité de préformation est
la pénétrabilité de la partie interne de la barrière. Très souvent, elle est calculée en utilisant l’approximation de Wentzel-Kramers-Brillouin (BKW).
Un très grand nombre, de l’ordre de 105, de combinaisons parents-cluster émis ont été prises en compte dans une recherche systématique des nouveaux modes de désintégrations. La grande quantité de calculs peut être effectuée dans un délai raisonnable, en utilisant le modèle ASAF développé par Dorin N. Poenaru, Walter Greiner et al. Le modèle a été utilisé pour la première fois pour prédire des quantités mesurables de radioactivité de clusters. Plus de 150 modes de désintégration ont été prédits avant que d’autres genres de calculs de demi-vies aient été publiés. Des
tableaux rassemblant demi-vie, rapport de branchement et les énergies cinétiques ont été publiés, comme,.
Des formes de barrières de potentiel similaires à celles considérées dans le modèle ASAF ont été calculées en utilisant la méthode macro-microscopique.
Précédemment, on a  montré que même la désintégration alpha peut être considérée comme un cas particulier de fission froide. Le modèle ASAF peut être utilisé pour décrire de manière unifiée la désintégration alpha, la radioactivité de clusters et la fission froide.
On peut obtenir avec une bonne approximation une courbe universelle (UNIV) pour tout genre de mode de désintégration à clusters avec un nombre de masse Ae, y compris la désintégration alpha
{\displaystyle \log T=-\log P_{s}-22.169+0.598(A_{e}-1)}
Dans une échelle logarithmique l’équation log T = f (log Ps) représente une seule ligne droite pour Ae donné qui peut être avantageusement utilisée pour estimer la demi-vie. 
Une courbe universelle unique pour la désintégration alpha et les modes de désintégration à clusters avec différents Ae résulte en exprimant log T + log S = f (log Ps). Les données expérimentales sur la radioactivité de clusters en trois groupes des noyaux parents pair-pair, pair-impair et impair-pair sont reproduites avec une précision comparable par les deux types de courbes universelles, UNIV et UDL obtenue à l’aide de la théorie de la matrice R.
Afin de trouver l’énergie libérée
{\displaystyle Q=[M-(M_{f}+M_{e})]c^{2}}
on peut utiliser la compilation des masses mesurées
M, M f et Me des noyaux parent, fils et noyau émis ; c est la vitesse de la lumière. L’excès de masse est transformé en énergie selon la formule d’Einstein E=mc2.

## Des expériences
La principale difficulté expérimentale d’observer la radioactivité de clusters provient du besoin d’identifier quelques évènements rares parmi un nombre énorme des particules alpha. Les quantités déterminées expérimentalement sont la demi-vie partielle, Tc, et l’énergie cinétique du cluster émis Ek. Il est également nécessaire d’identifier la particule émise.
La détection des radiations est basée sur leurs interactions avec la matière, conduisant principalement à l’ionisation. Afin d’obtenir 11 évènements utiles avec un télescope à semi-conducteur et l’électronique classique pour identifier les ions 14C, l’expérience de Rose et Jones a fonctionné pendant environ six mois. De par sa découverte relativement récente due à sa rareté, on l’a citée comme une « radioactivité exotique ».
Les détecteurs de traces nucléaires à l'état solide (SSNTD) insensibles aux particules alpha et les spectromètres magnétiques dans lesquels les particules alpha sont déviées par un fort champ magnétique ont été utilisés pour surmonter cette difficulté. Les SSNTD ne coûtent pas cher mais ils ont besoin d’un traitement chimique et d’un long balayage avec le microscope pour trouver un petit nombre de traces.
Un rôle clé dans les expériences sur les modes de désintégration à cluster effectuées à Berkeley, Orsay, Dubna et Milano, a été joué par P. Buford Price, Eid Hourany, Michel Hussonnois, Svetlana Tretyakova, A.A. Ogloblin, Roberto Bonetti, A. Guglielmetti et leurs collègues.
La principale région de 20 émetteurs observée expérimentalement jusqu’en 2010 est au-dessus de Z = 86 : 221Fr, 221-224,226Ra, 223,225Ac, 228,230Th, 231Pa, 230,232-236U, 236,238Pu et 242Cm.
Uniquement des limites supérieures ont été détectées dans les cas suivants : décroissance du 114Ba par émission de 12C, émission de 15N par le 223Ac, 18O par 226Th, 24,26Ne par 232Th et par 236U, 28Mg par 232,233,235U, 30Mg par 237Np, et 34Si par 240Pu et par 241Am.
Certains des émetteurs de cluster sont membres des trois familles naturelles de radioactivité. D’autres devraient être produits par des réactions nucléaires. Jusqu’à présent (2013), aucun émetteur impair-impair n’a été observé.
Onze modes de désintégration avec des demi-vies et des rapports de branchement par rapport à l’alpha prévue par le modèle ASAF ont été expérimentalement confirmées : 14C, 20O, 23F, 22,24-26Ne, 28,30Mg, 32,34Si. Les données expérimentales sont en bon accord avec les valeurs prédites. Un effet de couches très fort peut être vu : le plus court temps de vie est obtenu lorsque le noyau fils a un nombre magique de neutrons (Nf = 126) et/ou de protons (Zf = 82). Plus de 20 nucléides sont maintenant connus pour présenter ce type de décroissance radioactive,,, émettant à un taux extrêmement réduit des noyaux relativement importants, « sautant » ainsi les étapes intermédiaires les menant aux isotopes stables.
Les diverses émissions de clusters connues sont :
| Noyau parent | Noyau fils | Cluster émis | Rapport de branchement | log T(s) | Q (MeV) |
| ------------ | ---------- | ------------ | ---------------------- | -------- | ------- |
| 114Ba        | 102Sn      | 12C          | < 3.4×10−5             | > 4,10   | 18,985  |
| 221Fr        | 207Tl      | 14C          | 8,14×10−13             | 14,52    | 31,290  |
| 221Ra        | 207Pb      | 14C          | 1,15×10−12             | 13,39    | 32,394  |
| 222Ra        | 208Pb      | 14C          | 3,7×10−10              | 11,01    | 33,049  |
| 223Ra        | 209Pb      | 14C          | 8,9×10−10              | 15,04    | 31,829  |
| 224Ra        | 210Pb      | 14C          | 4,3×10−11              | 15,86    | 30,535  |
| 223Ac        | 209Bi      | 14C          | 3,2×10−11              | 12,96    | 33,064  |
| 225Ac        | 211Bi      | 14C          | 4,5×10−12              | 17,28    | 30,476  |
| 226Ra        | 212Pb      | 14C          | 3,2×10−11              | 21,19    | 28,196  |
| 228Th        | 208Pb      | 20O          | 1,13×10−13             | 20,72    | 44,723  |
| 230Th        | 206Hg      | 24Ne         | 5,6×10−13              | 24,61    | 57,758  |
| 231Pa        | 208Pb      | 23F          | 9,97×10−15             | 26,02    | 51,844  |
| 231Pa        | 207Tl      | 24Ne         | 1,34×10−11             | 22,88    | 60,408  |
| 232U         | 208Pb      | 24Ne         | 9,16×10−12             | 20,40    | 62,309  |
| 232U         | 204Hg      | 28Mg         | < 1,18×10−13           | > 22,26  | 74,318  |
| 233U         | 209Pb      | 24Ne         | 7,2×10−13              | 24,84    | 60,484  |
| 233U         | 208Pb      | 25Ne         |                        |          | 60,776  |
| 233U         | 205Hg      | 28Mg         | < 1,3×10−15            | > 27,59  | 74,224  |
| 234U         | 206Hg      | 28Mg         | 1,38×10−13             | 25,14    | 74,108  |
| 234U         | 210Pb      | 24Ne         | 9,9×10−14              | 25,88    | 58,825  |
| 234U         | 208Pb      | 26Ne         |                        |          | 59,465  |
| 235U         | 211Pb      | 24Ne         | 8,06×10−12             | 27,42    | 57,361  |
| 235U         | 210Pb      | 25Ne         |                        |          | 57,756  |
| 235U         | 207Hg      | 28Mg         | < 1,8×10−12            | > 28,09  | 72,162  |
| 235U         | 208Hg      | 29Mg         |                        |          | 72,535  |
| 236U         | 212Pb      | 24Ne         | < 9,2×10−12            | > 25,90  | 55,944  |
| 236U         | 210Pb      | 26Ne         |                        |          | 56,753  |
| 236U         | 208Hg      | 28Mg         | 2×10−13                | 27,58    | 70,560  |
| 236U         | 206Hg      | 30Mg         |                        |          | 72,299  |
| 236Pu        | 208Pb      | 28Mg         | 2,7×10−14              | 21,52    | 79,668  |
| 237Np        | 207Tl      | 30Mg         | < 1,8×10−14            | > 27,57  | 74,814  |
| 238Pu        | 206Hg      | 32Si         | 1,38×10−16             | 25,27    | 91,188  |
| 238Pu        | 210Pb      | 28Mg         | 5,62×10−17             | 25,70    | 75,910  |
| 238Pu        | 208Pb      | 30Mg         |                        |          | 76,822  |
| 240Pu        | 206Hg      | 34Si         | < 6×10−15              | > 25,52  | 91,026  |
| 241Am        | 207Tl      | 34Si         | < 7,4×10−16            | > 25,26  | 93,923  |
| 242Cm        | 208Pb      | 34Si         | 1×10−16                | 23,15    | 96,508  |

" ? ": à confirmer / compléter (l'(in)existence de 178Er semble floue).

## Structure fine
La structure fine du 14C émis par le 223Ra a été discutée pour la première fois par M. Greiner et W. Scheid en 1986. Depuis 1984, le spectromètre supraconducteur SOLENO de l’IPN Orsay a été utilisé dans le but d’identifier le cluster de 14C émis par le 222-224,226Ra. En outre, SOLENO a été utilisé pour découvrir, la structure fine en observant des transitions vers les états excités du noyau fils.
Les expérimentateurs ont observé une transition vers le premier état excité du noyau fils plus forte que celle vers l’état fondamental. La transition est favorisée si le nucléon découplé est laissé dans le même état des noyaux père et fils. Sinon, la différence dans la structure nucléaire des deux états conduit à une grande entrave.
L’interprétation fut confirmée : le principal composant sphérique de la fonction d’onde du noyau parent déformé a un caractère i11/2, c’est-à-dire le composant principal est sphérique.